# Sky City 1000
A Sky City 1000 a jövő egyik lehetséges városának a terve. Célja, hogy véget vessen a zsúfoltságnak és a zöldterületek hiányának Japán fővárosában, Tokióban. A Discovery Channel Mérnöki csodák című műsorában mutatták be 2003-ban.
Az épület a tervek szerint 1000 méter magas, 400 méter széles az alapzatánál és 8 km² alapterületű. A terv, melyet 1989-ben a Takenaka Corporation vetett fel, 35 000 lakóhelyet és 100 000 munkahelyet biztosítana. 14 egymásra rakott, tál alakú „nyitott platóból” áll. Tartalmazna lakórészt, irodákat, kereskedelmi létesítményeket, iskolákat, színházakat és minden egyebet, ami nélkülözhetetlen a modern élethez.
Bejelentése óta nagyon sok figyelmet kapott a világ építészeti szervezeteitől. Sokan azt remélik, hogy körülbelül egy évtizeden belül megvalósítja a Tokiói Fővárosi Kormány és Japán legnagyobb vállalatai.
Az elképzelést kétségtelenül komolyan veszik: Tokió egyik tűzoltó-helikopterét használták a tesztekben, mellyel azt akarták kideríteni, hogy milyen lenne, ha tűz törne ki valamelyik részben. Ezenfelül nagysebességű, háromemeletes felvonókat terveztek, melyet az épületben használnának, segítségükkel két perc alatt fel lehet jutni az 1000 m-es magasságba. A „nyitott platók” külső felületén pedig egysínű vasutak futnának körbe-körbe, minden szinten.
A projekt tehát nagyon sok figyelmet kapott, többet, mint a hozzá hasonló tervek, mint például az X-Seed 4000, Norman Foster Millennium Tower-je vagy olyan tervek, mint Paolo Soleri Arcologyja és Le Corbusier Radiant Cityje.

## Külső hivatkozások
- Takenaka információs oldala
- Discovery Channel weblapja Sky Cityről
- Victory City